# Metabelba platynotus
Metabelba platynotus är en kvalsterart som beskrevs av Grandjean 1954. Metabelba platynotus ingår i släktet Metabelba och familjen Damaeidae. Inga underarter finns listade i Catalogue of Life.